# Отмица авиона Скандинејвијан ерлајнс система 1972.
Отмица авиона Скандинејвијан ерлајнс система била је отмица ваздухоплова која се одвила у Шведској, а потом у Шпанији 15. и 16. септембра 1972. године. На путу од аеродрома Торсланда у Гетеборгу до аеродрома Стокхолм-Арланда у Стокхолму, три наоружана припадника Хрватског народног одпора (ХНО) силом су преузела контролу над авионом Дагласом DC-9 и преусмјерили га на аеродром Малме-Бултофта у Малмеу. У авиону Скандинејвијан ерлајнс система била је посада од четири члана и осамдесет шест путника.
По слијетању на Бултофту у 17:14, отмичари су затражили пуштање седам чланова њихове скупине, који су осуђени због заузимања генералног конзулата Југославије у Гетеборгу и убиства амбасадора Југославије у Шведској, укључујући и Мира Барешића. Запријетили су да ће у супротном детонирати бомбу. Преговори су услиједили, и трајали су током вечери, ноћи и јутра. Шест од седам затвореника пристало је на трансфер и укрцали су се у 04:00. Ослобођена је само трећина талаца и услиједили су нови преговори. Сви путници су на крају пуштени у замјену за пола милиона шведских круна.
Авион је затим одлетио на аеродром Мадрид-Барахас у Шпанији. Тамо је полиција опколила авион, а посада је пуштена. Отмичари су се предали у 14:47. Ухапшени су и провели су година дана у затвору. Отмица је довела до усвајања Закона о тероризму у Шведском Риксдагу 1973. године.